# Ishwar Chandra Vidyasagar
Ishwar Chandra Vidyasagar OII (26 de septiembre de 1820 - 29 de julio de 1891), nacido Ishwar Chandra Bandyopadhyay (Ishshor Chôndro Bôndopaddhae), fue un educador y reformador social indio. Sus esfuerzos por simplificar y modernizar la prosa bengalí fueron significativos. También racionalizó y simplificó el alfabeto y la tipografía bengalí, que no había cambiado desde que Charles Wilkins y Panchanan Karmakar habían cortado el primer tipo (de madera) bengalí en 1780. Se le considera el "padre de la prosa bengalí".
Fue el activista más destacado a favor del nuevo matrimonio de la viuda hindú y presentó una petición al Consejo Legislativo a pesar de la severa oposición y una contra petición contra la propuesta con casi cuatro veces más firmas de Radhakanta Deb y Dharma Sabha. Pero Lord Dalhousie finalizó personalmente el proyecto de ley a pesar de la oposición y se consideró una violación flagrante de las costumbres hindúes prevalecientes en ese momento y se aprobó la Ley de matrimonio de viudas hindúes de 1856.
Recibió el título "Vidyasagar" (en sánscrito Vidya significa conocimiento y Sagar significa océano, es decir, Océano del conocimiento) de Sanskrit College, Calcuta (de donde se graduó), debido a su excelente desempeño en estudios y filosofía en sánscrito. El célebre matemático de Cambridge Anil Kumar Gain fundó la Universidad Vidyasagar, nombrada en su honor.

## Biografía

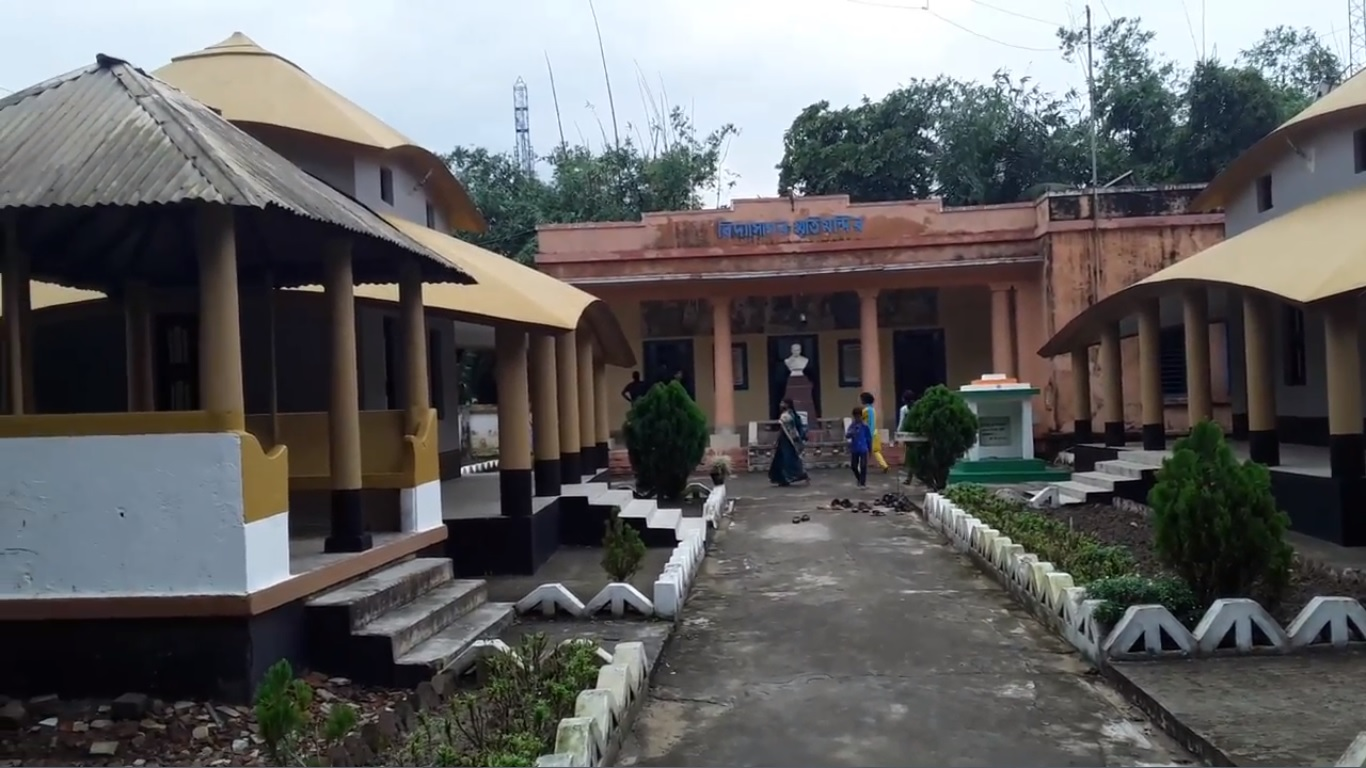
Lugar de nacimiento de Ishwar Chandra Vidyasagar, Birsingha, subdivisión de Ghatal

Ishwar Chandra Bandyopadhyay nació en una familia de brahmanes hindúes bengalíes de Thakurdas Bandyopadhyay y Bhagavati Devi en la aldea de Birsingha en el Distrito de Hugli; más tarde, el pueblo se agregó al Distrito de Midnapore, que se encuentra en la subdivisión de Ghatal del Distrito de Midnapore occidental en la actual Bengala Occidental el 26 de septiembre de 1820. La familia originalmente era de Banamalipur, situada en el actual Distrito de Hugli. A la edad de 9 años, se fue a Calcuta y comenzó a vivir en la casa de Bhagabat Charan en Burrabazar, donde Thakurdas ya se había alojado durante algunos años. Ishwar se sintió cómodo en medio de la gran familia de Bhagabat y se instaló cómodamente en poco tiempo. Los sentimientos maternales y afectuosos de la hija menor de Bhagabat, Raimoni, hacia Ishwar lo conmovieron profundamente y tuvieron una fuerte influencia en su trabajo revolucionario posterior hacia la elevación del estatus de la mujer en la India.
Su búsqueda de conocimiento era tan intensa que solía estudiar bajo una farola ya que no le era posible pagar una lámpara de gas en casa. Pasó todos los exámenes con excelencia y en rápida sucesión. Fue recompensado con varias becas por su desempeño académico. Para mantenerse a sí mismo y a la familia, Ishwar Chandra también tomó un trabajo de medio tiempo como profesor en Jorashanko. Ishwar Chandra se unió al Sanskrit College, Calcuta y estudió allí durante doce largos años y dejó el colegio en 1841 y se graduó en Gramática Sánscrita, Literatura, Dialéctica [Alankara Shastra], Vedanta, Smriti y Astronomía Como era la costumbre, entonces Ishwar Chandra se casó en la edad de catorce. Su esposa era Dinamayee Devi. Narayan Chandra Bandyopadhyaya era su único hijo.
En el año 1839, Ishwar Chandra Vidyasagar aprobó con éxito su examen de derecho sánscrito. En 1841, a la edad de veintiún años, Ishwar Chandra se incorporó al Fort William College como jefe del departamento de sánscrito.
Después de cinco años, en 1846, Vidyasagar dejó el Fort William College y se unió al Sanskrit College como 'Subsecretario'. En el primer año de servicio, Ishwar Chandra recomendó una serie de cambios en el sistema educativo existente. Este informe resultó en un altercado serio entre Ishwar Chandra y el secretario de la universidad Rasomoy Dutta. En 1849, contra el consejo de Rasomoy Dutta, renunció al Sanskrit College y se reincorporó a Fort William College como secretario principal.

### Viuda de nuevo matrimonio
Vidyasagar defendió la elevación del estatus de la mujer en la India, particularmente en su Bengala natal. A diferencia de otros reformadores que buscaban establecer sociedades o sistemas alternativos, él buscaba transformar la sociedad desde adentro.
Incapaces de tolerar los malos tratos, muchas de estas niñas se escapaban y se dedicaban a la prostitución para mantenerse. Irónicamente, la prosperidad económica y los lujosos estilos de vida de la ciudad hicieron posible que muchos de ellos tuvieran carreras exitosas una vez que salieron de la sanción de la sociedad y entraron en el demi-monde. En 1853 se estimó que Calcuta tenía una población de 12.700 prostitutas y mujeres públicas. Muchas viudas tuvieron que afeitarse la cabeza y ponerse saris blancos, supuestamente para disuadir la atención de los hombres. Llevaban una vida deplorable, algo que Vidyasagar pensó que era injusto y buscó cambiar.

### Difusión de la educación más allá de las clases superiores
El despacho de Wood de 1854, considerado la Carta Magna de la educación india, adoptó una nueva política hacia la "educación masiva". Hasta ahora, el enfoque oficial estaba en las clases altas de la población para la educación. Apodada la "teoría de la filtración hacia abajo", esto implicaba que la educación siempre se filtra desde las clases altas de la sociedad hasta las masas comunes.
En 1859, la política de educación del gobierno reiteró "la difusión de la instrucción elemental vernácula entre las clases inferiores". Sobre esto, Vidyasagar dirigió una carta, fechada el 29 de septiembre de 1859, a John Peter Grant, el vicegobernador de Bengala, subrayando su percepción:

Parece haber ganado terreno, tanto aquí como en Inglaterra, la impresión de que se ha hecho lo suficiente por la educación de las clases superiores y de que la atención debe dirigirse ahora hacia la educación de las masas ... Sin embargo, se hará una investigación al respecto. , muestran un estado de cosas muy diferente. Como el mejor, si no el único medio viable para promover la educación en Bengala, el Gobierno debería, en mi humilde opinión, limitarse a la educación de las clases superiores en una escala integral.

Las palabras "clases superiores" en el lenguaje bengalí no implican nada más que la casta que otorga o retira el privilegio de la educación a una persona por nacimiento. Por lo tanto, Vidyasagar abogó explícitamente por limitar la educación a las "clases superiores".
A principios de 1854, Vidyasagar se había burlado de la admisión de un hombre rico de la casta de los orfebres de Bengala en el Sanskrit College de Calcuta. Su argumento era que "en la escala de castas, la clase (orfebre o Subarnabanik) es muy baja". En particular, Sanjib Chattopadhyay, un biógrafo de Vidyasagar, reveló que Ishwar Chandra comenzó su educación primaria en una escuela establecida y mantenida por Shibcharan Mallick, un hombre rico de la casta de los orfebres en Calcuta.

### Vidyasagar en Santal Pargana
La larga asociación de Ishwar Chandra Vidyasagar con Karmatar, una aldea tranquila a unos 20 km de la sede del distrito de Jamtara, parece haber sido olvidada por la gente del estado.
Vidyasagar llegó a Karmatar en 1873 y pasó más de 18 años de su vida aquí. Había establecido una escuela para niñas y una escuela nocturna para adultos en las instalaciones de su casa, a la que llamó Nandan Kanan. También abrió una clínica gratuita de homeopatía para brindar atención médica a estos pueblos tribales desfavorecidos.
Después de su muerte, el Nandan Kanan, la morada de Vidyasagar fue vendida por su hijo a la familia Mallick de Kolkata. Antes de que Nandan Kanan pudiera desmantelarse, la Asociación Bengalí de Bihar el 29 de marzo de 1974 la compró con el dinero recaudado por una contribución casa por casa de una rupia cada una. Se ha reiniciado la escuela de niñas, que lleva el nombre de Vidyasagar. La Clínica Homeopática Gratuita atiende a la población local. La casa de Vidyasagar se ha mantenido en su forma original. La propiedad más preciada es el "Palanquín" de 141 años utilizado por el propio Vidyasagar.
El gobierno de Jharkhand el 26 de septiembre de 2019 nombró al bloque Karmatand del distrito de Jamtara como Bloque Ishwar Chandra Vidyasagar como una señal de respeto en el aniversario del nacimiento del gran reformador social.

Una cita de lanzamiento oficial del exministro principal de Jharkhand, Raghubar Das:

"El Karmatand prakhand (bloque) de Jamtara fue el 'karma bhumi' (lugar de trabajo) del reformador social y fuerte partidario de la educación de las mujeres Ishwar Chandra Vidyasagar. Ahora el bloque se conocerá como Ishwar Chandra Vidyasagar prakhand"

## Encuentro con Ramakrishna
Vidyasagar era liberal en su perspectiva a pesar de haber nacido en una familia ortodoxa hindú brahmán. Además, fue muy educado e influenciado por pensamientos e ideas orientales. Ramakrishna, por el contrario, no tenía una educación formal. Sin embargo, tenían una buena relación entre ellos. Cuando Ramakrishna conoció a Vidyasagar, alabó a Vidyasagar como el océano de la sabiduría. Vidyasagar bromeó diciendo que Ramkrishna debería haber recolectado alguna cantidad de agua salada de ese mar. Pero, Ramakrishna, con profunda humildad y respeto, respondió que el agua del mar en general podría ser salada, pero no el agua del mar de la sabiduría.

## Reconocimientos

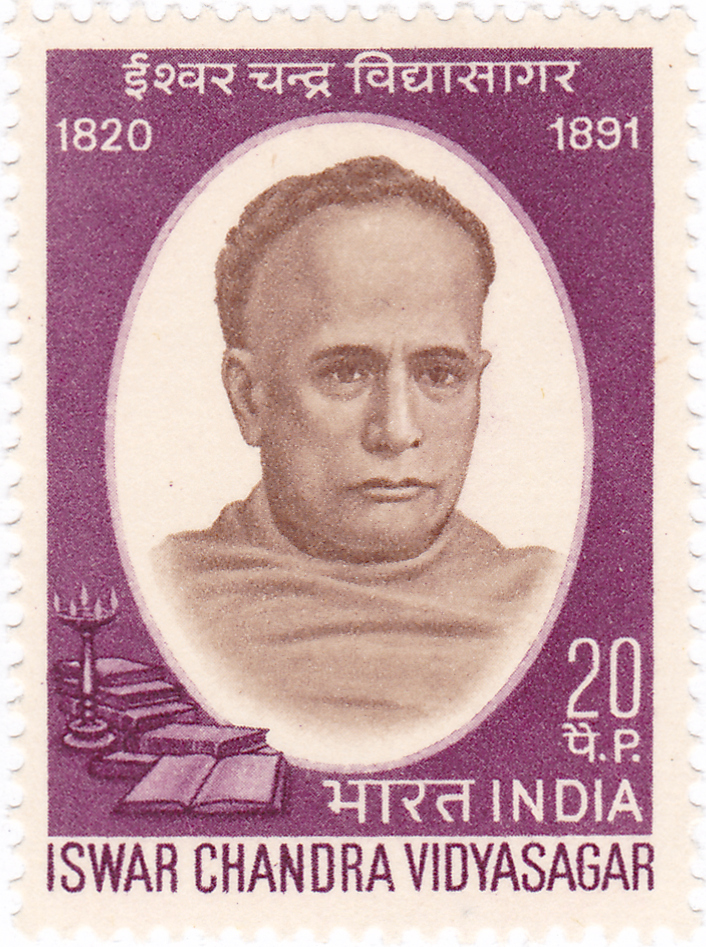
Ishwar Chandra Vidyasagar en un sello de 1970 de la India

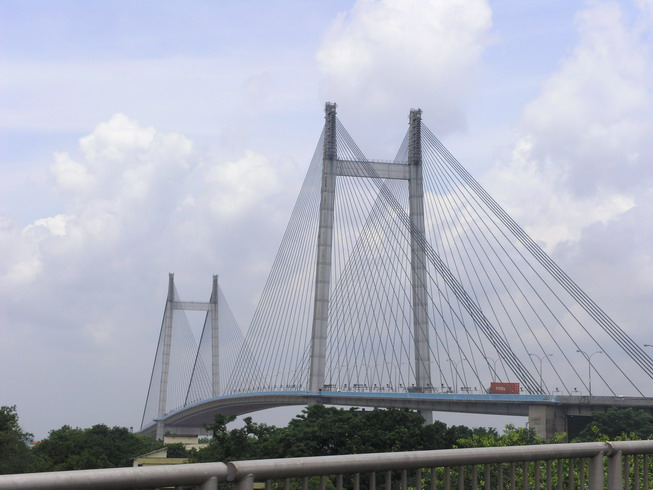
Vidyasagar Setu, que conecta Howrah y Kolkata, lleva su nombre

Poco después de la muerte de Vidyasagar, Rabindranath Tagore escribió con reverencia sobre él: "¡Uno se pregunta cómo Dios, en el proceso de producir cuarenta millones de bengalíes, produjo un hombre!"
Después de la muerte, se le recuerda de muchas maneras, algunas de ellas incluyen:
1. Vidyasagar Setu (comúnmente conocido como el Segundo Puente Hooghly), es un puente sobre el río Hooghly en Bengala Occidental, India. Vincula la ciudad de Howrah con su ciudad hermana de Calcuta. El puente lleva el nombre de Ishwar Chandra Vidyasagar.
2. En 2004, Vidyasagar ocupó el puesto número 9 en la encuesta de la BBC sobre el bengalí más grande de todos los tiempos.[18]
3. Vidyasagar College en Kolkata lleva su nombre, así como la Universidad Vidyasagar en Paschim Midnapore.
4. La rectitud y el coraje fueron los sellos distintivos del carácter de Vidyasagar, y ciertamente se adelantó a su tiempo. En reconocimiento a su erudición y trabajo cultural, el gobierno designó a Vidyasagar Orden del Imperio de la India (OII) en 1877. En los últimos años de vida, eligió pasar sus días entre los "Santhals", una antigua tribu de la India.
5. Indian Post emitió sellos con Vidyasagar en 1970 y 1998.

## Otras lecturas
- Indramitra, Karunasagar Vidyasagar, Ananda Publishers, Kolkata ISBN 81-7215-040-7
- Haldar, Gopal. (1998) [1982]. «I. C. Vidyasagar: Realist and Humanist».  En Bishop, Donald H., ed. Thinkers of the Indian Renaissance (Second edición). New Delhi: New Age International. pp. 81-91. ISBN 978-81-224-1122-5. Consultado el 14 de mayo de 2012.
- Sarkar, Sumit (2008). «Vidyasagar and Brahmanical Society».  En Sarkar, Sumit; Sarkar, Tanika, eds. Women and Social Reform in Modern India: A Reader. Indiana University Press. pp. 118-145. ISBN 9780253220493.

## Enlaceces externos
- Isvar Chandra Vidyasagar en la Encyclopædia Britannica

- Datos: Q964111
- Multimedia: Ishwar Chandra Vidyasagar / Q964111